# Vertrouwenscentrum kindermishandeling
In Vlaanderen bestaat er in elke provincie en in het Brussels Hoofdstedelijk Gewest een Vertrouwenscentrum kindermishandeling (VK), waar iedereen die weet heeft of een vermoeden heeft dat een kind mishandeld, verwaarloosd of seksueel misbruikt wordt dit kan melden.

## Werking
De organisatie en kwaliteitscontrole berust bij Kind en Gezin. Elk centrum heeft een multidisciplinair team. De medische, psychologische en de sociale discipline zijn steeds vertegenwoordigd. Ook (ortho-)pedagogen, juridisch geschoolden, verpleegkundigen en opvoeders kunnen deel uitmaken van het team. Alle leden zijn gehouden door een gedeeld beroepsgeheim. Het VK heeft een 24-uurs permanentie en de hulpverlening is volledig gratis.

## Aanmelding
Kinderen en ouders kunnen er terecht, maar meldingen kunnen ook gebeuren door iedereen die met kinderen omgaat, zowel vanuit de omgeving van het kind als vanuit zijn beroep. Vaak zijn hulpverleners, centra voor leerlingenbegeleiding, scholen, sociale werkers, thuisverplegers, huisartsen... doorverwijzer.

## Geschiedenis
De centra werden opgericht en erkend door het Besluit van de Vlaamse Regering (BVR) van december 1997, grondig aangepast in 2002. Voorheen bestond er, bij wijze van proef, een systeem van "vertrouwensarts", het vertrouwenartsencentrum, eerst als individuele huisarts met een speciale erkenning, later in een "vertrouwensartsencentrum".
Sedert de oprichting is het aantal aanmeldingen en begeleidingen in stijgende lijn gegaan. In het jaar 2000 waren er ongeveer 3500 meldingen. Gedurende de jaren steeg dit cijfer tot 4529 in 2008 in de zes centra samen.